# 奧爾加 (密蘇里州)
奧爾加（英語：Olga）是位於美國密蘇里州韋伯斯特縣的非建制地區。

## 歷史
奧爾加的郵局於1890年設立，其後於1901年停運。

## 地理
奧爾加所處的海拔為高於海平面481米（即1578英呎），而該地所採用的時區為UTC-6，即北美中部時區（CST）。同時該地設有夏令時間，為UTC-6調快一小時，即UTC-5（CDT）。